# لووبونولول
لووبونولول (انگلیسی: Levobunolol) (نام‌های تجاری AKBeta, Betagan, Vistagan) یک مسدودکننده بتا غیرانتخابی است. این دارو به صورت موضعی به شکل قطره چشم برای مدیریت فشار خون بالا (فشار بالا در چشم) و گلوکوم با زاویه باز استفاده می‌شود.

## موارد منع مصرف
مانند سایر مسدودکننده‌های بتا، لووبونولول در بیماران مبتلا به بیماری‌های راه هوایی مانند آسم و بیماری انسدادی مزمن ریه (COPD) و همچنین مشکلات قلبی مانند برادی‌کاردی سینوسی، بلوک دهلیزی درجه دوم یا سوم، سندرم سینوس بیمار و همچنین شوک قلبی منع مصرف دارد. این ترکیب ترکیب با مهارکننده‌های MAO-A نیز منع مصرف دارد زیرا می‌تواند باعث افزایش خطرناک فشار خون شود.
لووبونولول برای درمان گلوکوم با زاویه بسته مفید نیست.

## عوارض جانبی
شایع‌ترین عارضه جانبی سوزش چشم است که به صورت سوزش یا خارش احساس می‌شود که در یک سوم بیماران رخ می‌دهد. بلفاروکنژونکتیویت در ۵ درصد بیماران رخ می‌دهد. عوارض جانبی نادرتر شامل کراتیت، ادم و افزایش اشکی است. آلرژی‌ها نادر هستند، اما به نظر می‌رسد شایع‌تر از داروهای مرتبط تیمولول هستند.
اگر این ماده از طریق مجرای اشک به مخاط بینی برسد، می‌تواند جذب جریان خون شود و عوارض جانبی سیستمیک ایجاد کند. این موارد شامل افت فشار خون ارتواستاتیک (فشار خون پایین) و سایر اثرات بر قلب و سیستم گردش خون، مشکلات تنفسی در افراد مبتلا به آسم، و علائم پوستی مانند خارش و تشدید پسوریازیس است.

## تداخلات
حتی به شکل قطره چشم، لوبونولول ممکن است در صورت ترکیب با مسدودکننده‌های آلفا، مسدودکننده‌های کانال کلسیم، ضد افسردگی‌های سه‌حلقه‌ای و سایر داروهایی که فشار خون را کاهش می‌دهند، باعث افت فشار خون شود. همچنین وقتی با داروهای سمپاتومیمتیک یا مهارکننده‌های MAO-A ترکیب می‌شود، می‌تواند فشار خون شدید (فشار خون بالا)، برادی‌کاردی (ضربان قلب پایین) در ترکیب با داروهای ضد آریتمی یا مفلوکین و هیپوگلیسمی (قند خون پایین) در هنگام ترکیب با داروهای ضد دیابت ایجاد کند.

## فارماکولوژی

### مکانیسم عمل
لووبونولول یک مسدودکننده بتا غیر انتخابی قلبی است، یعنی گیرنده‌های بتا-۱ و همچنین گیرنده‌های بتا-۲ را مسدود می‌کند. نوع دوم در بدن مثانه غالب است، جایی که تولید مایع آبی را کنترل می‌کند. مسدود کردن این نوع گیرنده، تولید زلالیه را کاهش می‌دهد و فشار داخل چشم را کاهش می‌دهد. این ماده هیچ اثر تثبیت کننده غشایی یا فعالیت سمپاتومیمتیک ذاتی ندارد. مانند سایر مسدودکننده‌های بتا، و بر خلاف داروی ضد گلوکوم، پیلوکارپین، لوبونولول هیچ تأثیری بر وضعیت و اندازه مردمک ندارد.

### فارماکوکینتیک

دی هیدرولوبونولول، متابولیت که فعالیتی برابر با لووبونولول دارد.

این ماده به سرعت به قرنیه نفوذ می‌کند و به مایع زلالیه می‌رسد. این دارو در بافت‌های چشم به دی هیدرولوبونولول احیا می‌یابد که به همان اندازه فعال است. این دارو در عرض یک ساعت شروع به کاهش فشار داخل چشم می‌کند، پس از دو تا شش ساعت به حداکثر اثر خود می‌رسد و تا ۱۶ ساعت اثر خود را حفظ می‌کند. نیمه عمر حذف آن شش ساعت است و عمدتاً از طریق کلیه دفع می‌شود.